# Гистондеацетилаза 6
 Гистондеацетилаза 6  (англ. Histone deacetylase 6) — фермент, кодируемый у человека геном  HDAC6.

## Функция
Гистоны играют важнейшую роль в регуляции транскрипции, клеточного цикла и процесса развития. Ацетилирование/деацетилирование гистонов изменяет структуру хроматина и влияет на транскрипцию. Гистондеацетилаза 6 относится к классу II семейства гистондезацетилаз/acuc/APHA. Он содержит два каталитических домена, которые функционируют независимо друг от друга. Белок обладает гистондеацетилазной активностью и подавляет транскрипцию.

## Клиническая значимость
Мутации в этом гене были связаны с болезнью Альцгеймера.
Суперэкспрессия этого белка коррелирует с онкогенезом и выживаемостью клеток, а также способствует метастазированию раковых клеток.

## Функции
Гистондеацетилаза 6 участвует в разборке ресничек клетки, что необходимо для начала митоза. Также способствует миграции клеток и катализирует деацетилирование α-тубулина, что может способствовать метастазированию раковых опухолей.
Влияет на транскрипцию и трансляцию путём регулирования белка теплового шока Hsp90 и стресс-гранул соответственно.
Известен высоким сродством к убиквитинированным белкам. Гистондеацетилаза 6 играет важную роль в формировании стресс-гранул; при фармакологическом ингибировании или при подавлении синтеза гистондеацетилазы 6 на генетическом уровне прекращается образование стресс-гранул.

## Взаимодействия
HDAC6, как было выявлено, взаимодействует с HDAC11 и ZBTB16 .
HDAC6 также взаимодействует с белком G3BP1 стресс-гранул.